# Lepthyphantes bidentatus
Lepthyphantes bidentatus és una espècie d'aranya araneomorfa de la família dels linífids (Linyphiidae). Fou descrita per primera vegada l'any 1990 per Hormiga & Ribera.
És una espècie cavernícola que es troba al sud d'Espanya. Ha estat descrita a partir d'exemplars recollits a la cova del Peñón Grande del Berrueco (Grazalema, província de Cadis).